# 道の駅朝日
道の駅朝日（みちのえき あさひ）は、新潟県村上市猿沢にある国道7号の道の駅である。愛称は、まほろば。
日本海東北自動車道の本線上にも案内標識が設けられている。

## 沿革
1986年（昭和61年）4月、朝日村の「村おこし事業」の中核として、物産会館、食堂、資料館を備えた施設「みどりの里」が村の直営によりオープンした。物産会館では木工品や山菜などを中心に村内産品が販売され、資料館は奥三面ダムの水没集落から移築された茅葺き民家の建物内で生活民具などの有料展示を行う形でスタートした（#またぎの家参照）。
その後ふるさと創生事業を活用して1992年掘削された「まほろば温泉」も1993年にオープン。1998年（平成10年）にはまほろば温泉から湯を引いた温水プール「朝日きれい館」がオープンした。
物産会館の整備には林野庁の新林業構造改善事業が、食堂と資料館の整備には自治省の地域総合整備事業がそれぞれ活用された。
2011年4月には「朝日まほろば夢農園」がオープンした。
2027年度にリニューアルされ日本海東北自動車道から直接乗り入れできるようになる予定で一般道からの出入り口の位置も変更される。新たに320 m2の売り場を備えた販売棟と食堂棟を設置し、2棟の施設の間にはイベントなどに活用できる190 m2屋根付きの雁木（がんぎ）広場を設ける。温泉施設や体験交流センターなどは現状のままで、現在の食堂や物産会館は民間での活用を検討する。

## 施設

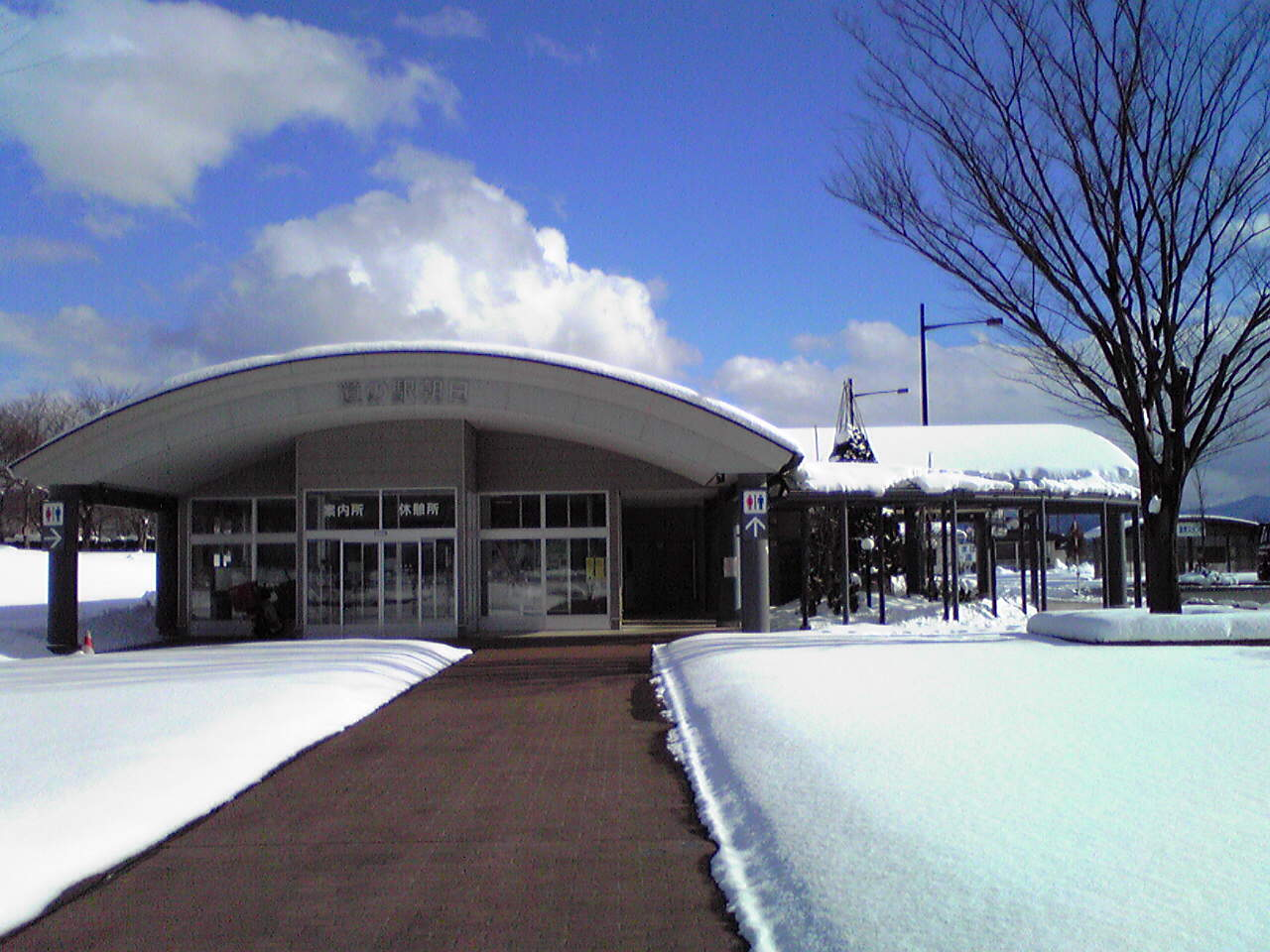
情報コーナー

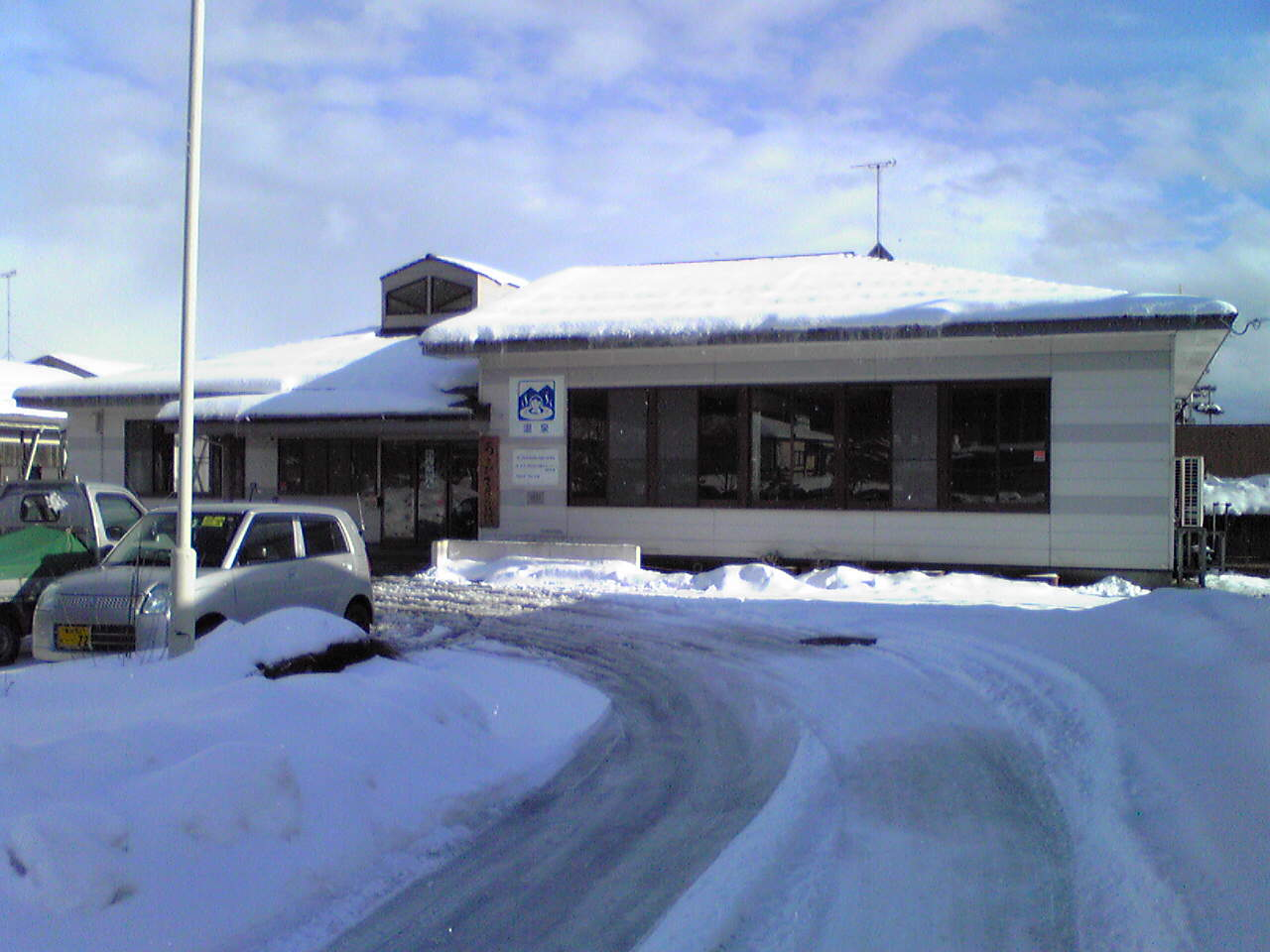
朝日まほろばふれあいセンター

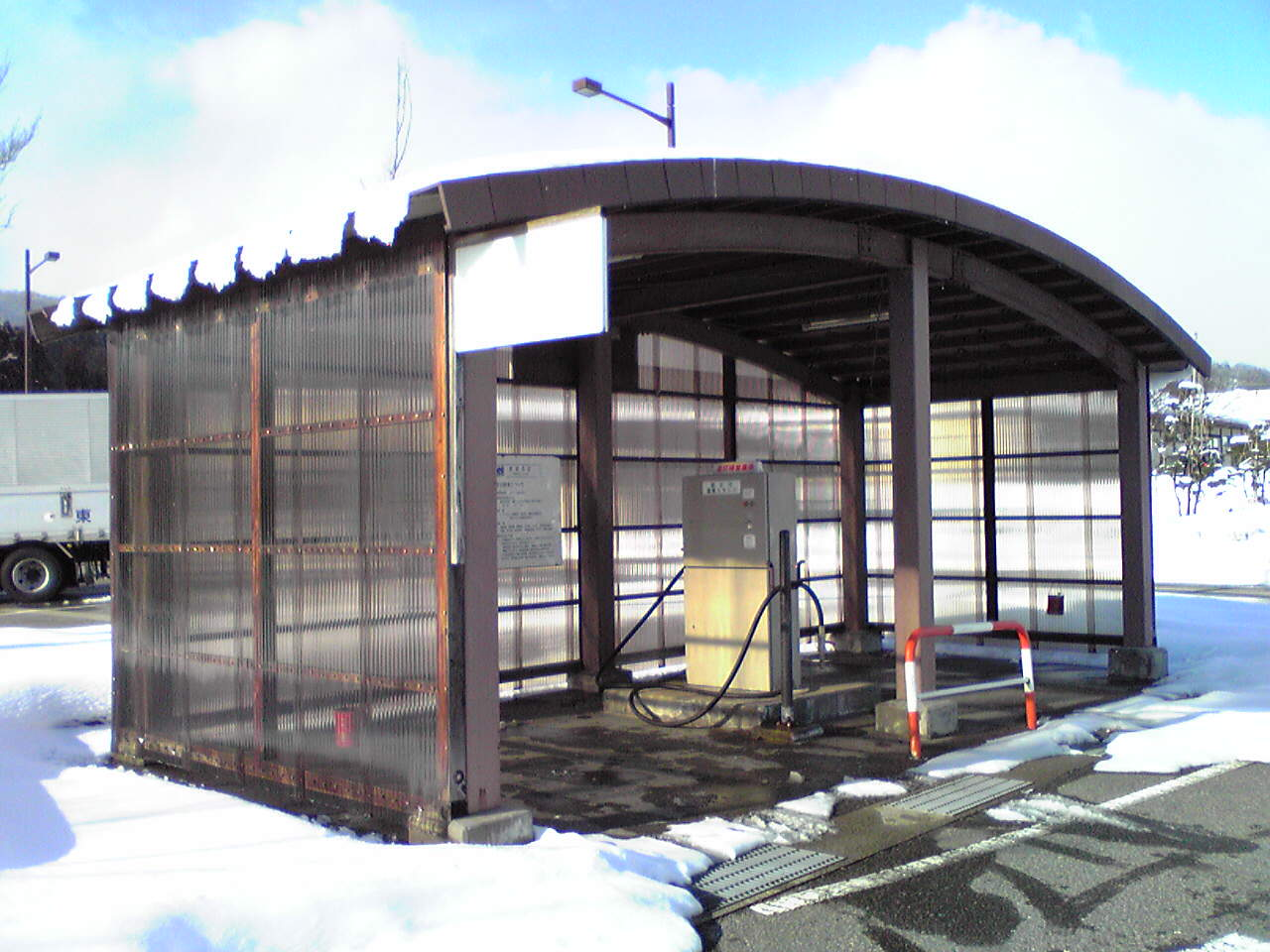
温泉スタンド

駐車場263台、トイレ、情報コーナーのほか、朝日みどりの里物産会館、朝日みどりの里食堂、朝日まほろばふれあいセンター（日帰り温泉施設）、朝日きれい館、休養宿泊施設などがある。

### 管理
- 国土交通省北陸地方整備局
- 村上市[要出典]

## アクセス
- 国道7号沿い
- 日本海東北自動車道 朝日まほろばICからすぐ
- 新潟交通観光バス 「猿沢上町」バス停（旧出羽街道沿い）から徒歩約5分

## 周辺
- 普済寺
- 鈴ヶ滝
- 朝日スーパーライン
- 村上市ぶどうスキー場

## またぎの家
朝日みどりの里には1985年に奥三面ダムの建設で集団移転した三面集落から明治時代の古民家が移築され「またぎの家」として一般開放されていた。しかし、2021年3月28日未明に「またぎの家」が全焼する火災が発生した。なお、他施設に大きな被害はなかったため道の駅の営業は継続されている。